# Смілянський (заказник)
«Смілянський»  — втрачений ботанічний заказник в Україні.

## Розташування
Існував у кварталі 3 виділі 6 Смілянського лісництва Смілянського лісгоспзагу Черкаської області.

## Пам'ятка
Оголошений рішенням Черкаського облвиконкому № 136 від 11 березня 1979 для збереження конвалії і звіробою.
Площа — 23 га.

## Скасування
Рішенням Черкаської обласної ради № 95 від 22.05.1990 «Про зміни та доповнення мережі природно-заповідного фонду області» заказник скасований. Скасування статусу відбулося, тому що насадження перейшло в старшу вікову групу і лікарські рослини зникли.